# Sebastian Bley
Sebastian Bley (11 ottobre 1995) è uno slittinista tedesco.

## Biografia
Ha iniziato a gareggiare per la nazionale tedesca nelle varie categorie giovanili nella specialità del singolo conquistando la classifica generale della Coppa del Mondo juniores nel 2014/15 e la medaglia d'oro ai campionati europei juniores di Oberhof 2015.

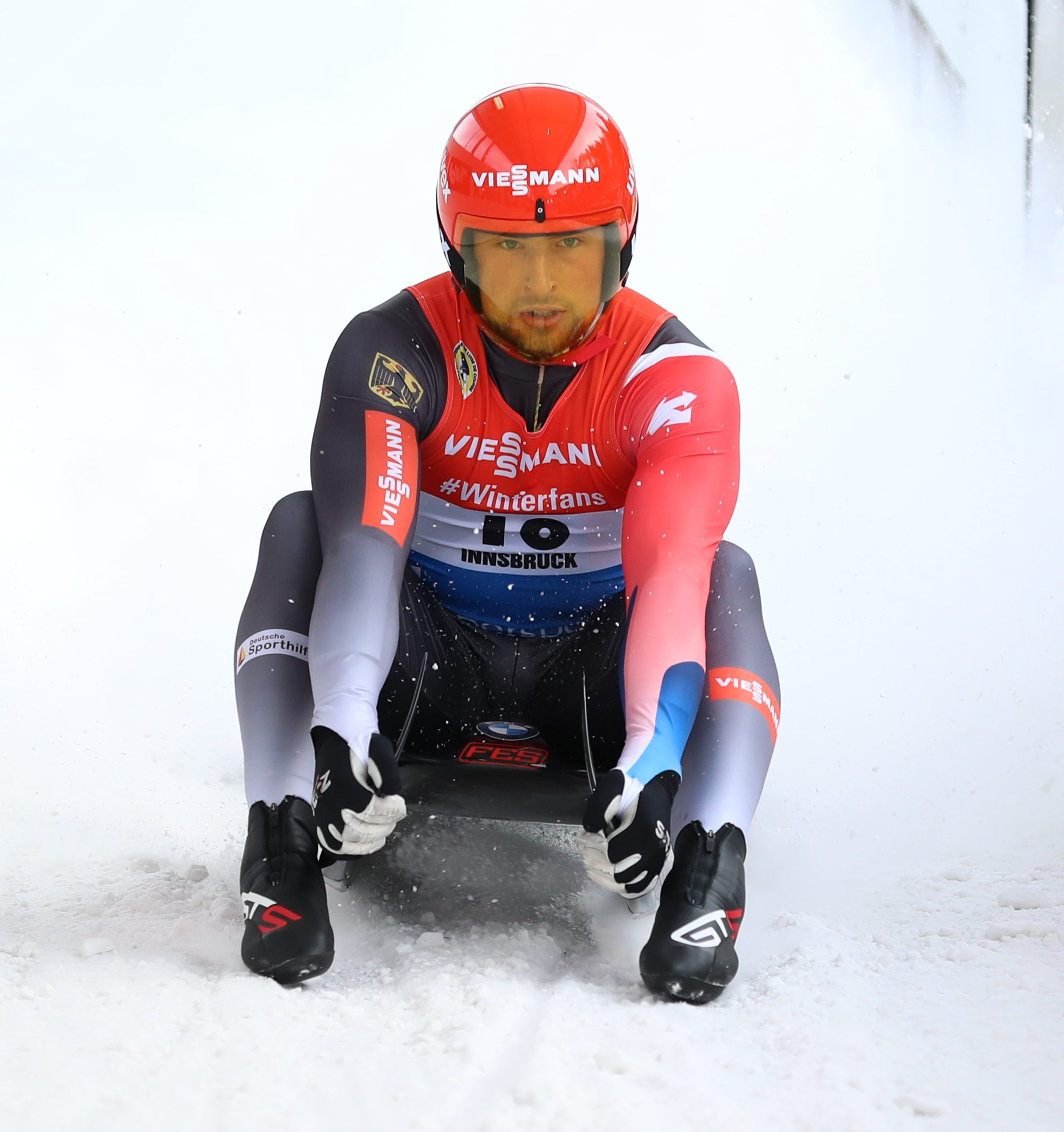
Bley in gara a Innsbruck nel 2018

A livello senior esordì in Coppa del Mondo nella stagione 2016/17, il 4 febbraio 2017 a Oberhof, piazzandosi all'ottavo posto nel singolo; ha conquistato il primo podio il 5 gennaio 2019 a Schönau am Königssee, dove fu terzo nel singolo, e la sua prima vittoria il giorno successivo nella stessa località, imponendosi nella gara a squadre con i compagni Julia Taubitz, Toni Eggert e Sascha Benecken. In classifica generale, come miglior piazzamento, è giunto al quattordicesimo posto nella specialità del singolo nel 2018/19.
Ha preso parte a due edizioni dei campionati mondiali, totalizzando quali migliori risultati il sedicesimo posto nel singolo e il quattordicesimo nel singolo sprint, entrambi ottenuti nell'edizione di Soči 2020. Nelle rassegne continentali ha raggiunto invece l'undicesimo posto nel singolo a Oberhof 2019.

## Palmarès

### Europei juniores
- 1 medaglia:
  - 1 oro (singolo a Oberhof 2015).

### Coppa del Mondo
- Miglior piazzamento in classifica generale nel singolo: 14º nel 2018/19.
- 3 podi (2 nel singolo, 1 nelle gare a squadre):
  - 1 vittoria (nelle gare a squadre);
  - 2 terzi posti (nel singolo).

#### Coppa del Mondo - vittorie
| Data           | Luogo                | Paese    | Disciplina                                                      |
| -------------- | -------------------- | -------- | --------------------------------------------------------------- |
| 6 gennaio 2019 | Schönau am Königssee | Germania | Gara a squadre con Julia Taubitz, Toni Eggert e Sascha Benecken |

### Coppa del Mondo juniores
- Vincitore della classifica generale nella specialità del singolo nel 2014/15.

### Campionati tedeschi
- 3 medaglie:
  - 1 argento (singolo a Oberhof 2020[1]);
  - 2 bronzi (gara a squadre ad Altenberg 2018; singolo a Winterberg 2019).